# Великовербченська сільська рада
Великовербченська сільська́ ра́да — колишній орган місцевого самоврядування в Сарненському районі Рівненської області. Адміністративний центр — село Велике Вербче.

## Загальні відомості
- Великовербченська сільська рада утворена в 1939 році.
- Територія ради: 94,182 км²
- Населення ради: 3 772 особи (станом на 2001 рік)
- Територією ради протікає річка Мельниця.

## Населені пункти
Сільській раді були підпорядковані населені пункти:
- с. Велике Вербче
- с. Бутейки
- с. Вирка

## Склад ради
Рада складалася з 20 депутатів та голови.
- Голова ради: Кузьмич Віра Миколаївна
- Секретар ради: Климець Віктор Олександрович

### Керівний склад попередніх скликань
| Прізвище, ім'я, по батькові | Основні відомості                                                 | Дата обрання | Дата звільнення |
| --------------------------- | ----------------------------------------------------------------- | ------------ | --------------- |
| Кузьмич Віра Миколаївна     | Сільський голова, 1958 року народження, освіта вища, позапартійна | 26.03.2006   | 31.10.2010      |
| Кузьмич Віра Миколаївна     | Сільський голова, 1958 року народження, освіта вища, позапартійна | 31.10.2010   |                 |

Примітка: таблиця складена за даними сайту Верховної Ради України